# Atletica leggera ai Giochi della VIII Olimpiade - Pentathlon
La competizione del pentathlon di atletica leggera ai Giochi della VIII Olimpiade si tenne il giorno 7 luglio 1924 allo Stadio di Colombes a Parigi.

## Regolamento
Tutti i 30 iscritti disputano le prime tre prove. Dopo si stila una classifica. I primi dodici proseguono con la quarta prova. Poi si stila una nuova classifica. I primi sei partecipano all'ultima gara, i 1500 metri.

## Risultati

### 1ª prova - Salto in lungo
| Pos. | Atleta                 | Nazione        | Misura |
| ---- | ---------------------- | -------------- | ------ |
| 1    | Robert LeGendre        | Stati Uniti    | 7,765  |
| 2    | Mort Kaer              | Stati Uniti    | 6,960  |
| 3    | Hugo Lahtinen          | Finlandia      | 6,895  |
| 4    | Brutus Hamilton        | Stati Uniti    | 6,830  |
| 5    | Elemér Somfay          | Ungheria       | 6,770  |
| 6    | Leo Leino              | Finlandia      | 6,720  |
| 7    | Eero Lehtonen          | Finlandia      | 6,680  |
| 8    | Göran Unger            | Svezia         | 6,550  |
| 9    | Dennis Duigan          | Australia      | 6,545  |
| 10   | Edmond Médécin         | Monaco         | 6,490  |
| 11   | Clifford Argue         | Stati Uniti    | 6,460  |
| 12   | Donald Slack           | Gran Bretagna  | 6,430  |
| 13   | Evert Nilsson          | Svezia         | 6,400  |
| 14   | Josse Ruth             | Belgio         | 6,380  |
| 15   | Aleksa Spahić          | Jugoslavia     | 6,320  |
| 16   | Léon Courtejaire       | Francia        | 6,290  |
| 17   | Albino Pighi           | Italia         | 6,260  |
| 18   | Iivari Yrjölä          | Finlandia      | 6,250  |
| 19   | Martin Mølster         | Norvegia       | 6,200  |
| 20   | Harry de Keijser       | Paesi Bassi    | 6,190  |
| 21   | Constant Bucher        | Svizzera       | 6,170  |
| 22   | Seiichi Ueda           | Giappone       | 6,050  |
| 23   | Adolfo Contoli         | Italia         | 5,990  |
| 24   | Bertil Fastén          | Svezia         | 5,980  |
| 25   | Roger Viel             | Francia        | 5,920  |
| 26   | Fred Zinner            | Belgio         | 5,880  |
| 27   | Georgios Zakharopoulos | Grecia         | 5,485  |
| 28   | Antonín Svoboda        | Cecoslovacchia | 5,370  |
| 29   | Stelios Benardis       | Grecia         | 5,345  |
| 30   | Percy Spark            | Gran Bretagna  | 5,290  |

### 2ª prova - Lancio del disco
| Pos. | Atleta                 | Nazione        | Misura |
| ---- | ---------------------- | -------------- | ------ |
| 1    | Leo Leino              | Finlandia      | 54,12  |
| 2    | Elemér Somfay          | Ungheria       | 52,07  |
| 3    | Iivari Yrjölä          | Finlandia      | 51,72  |
| 4    | Evert Nilsson          | Svezia         | 51,17  |
| 5    | Eero Lehtonen          | Finlandia      | 50,93  |
| 6    | Mort Kaer              | Stati Uniti    | 50,20  |
| 7    | Georgios Zakharopoulos | Grecia         | 49,00  |
| 8    | Brutus Hamilton        | Stati Uniti    | 48,96  |
| 9    | Hugo Lahtinen          | Finlandia      | 48,66  |
| 10   | Göran Unger            | Svezia         | 48,45  |
| 11   | Robert LeGendre        | Stati Uniti    | 48,04  |
| 12   | Martin Mølster         | Norvegia       | 47,91  |
| 14   | Bertil Fastén          | Svezia         | 47,58  |
| 13   | Léon Courtejaire       | Francia        | 47,58  |
| 15   | Seiichi Ueda           | Giappone       | 47,47  |
| 16   | Dennis Duigan          | Australia      | 45,60  |
| 17   | Harry de Keijser       | Paesi Bassi    | 44,07  |
| 18   | Adolfo Contoli         | Italia         | 42,98  |
| 19   | Roger Viel             | Francia        | 42,58  |
| 20   | Clifford Argue         | Stati Uniti    | 41,84  |
| 21   | Percy Spark            | Gran Bretagna  | 41,19  |
| 22   | Fred Zinner            | Belgio         | 40,45  |
| 23   | Albino Pighi           | Italia         | 39,82  |
| 24   | Constant Bucher        | Svizzera       | 38,95  |
| 25   | Antonín Svoboda        | Cecoslovacchia | 37,88  |
| 26   | Josse Ruth             | Belgio         | 36,78  |
| 27   | Stelios Benardis       | Grecia         | 35,58  |
| 28   | Donald Slack           | Gran Bretagna  | 34,18  |
| 29   | Edmond Médécin         | Monaco         | 32,43  |
| 30   | Aleksa Spahić          | Jugoslavia     | 31,00  |

### 3ª prova - 200m piani
| Pos. | Atleta                 | Nazione        | Tempo |
| ---- | ---------------------- | -------------- | ----- |
| 1    | Robert LeGendre        | Stati Uniti    | 23"0  |
| 1    | Eero Lehtonen          | Finlandia      | 23"0  |
| 1    | Mort Kaer              | Stati Uniti    | 23"0  |
| 4    | Leo Leino              | Finlandia      | 23"2  |
| 5T   | Clifford Argue         | Stati Uniti    | 23"4  |
| 5T   | Elemér Somfay          | Ungheria       | 23"4  |
| 7    | Hugo Lahtinen          | Finlandia      | 23"6  |
| 8    | Adolfo Contoli         | Italia         | 23"8  |
| 8    | Dennis Duigan          | Australia      | 23"8  |
| 8    | Donald Slack           | Gran Bretagna  | 23"8  |
| 8    | Göran Unger            | Svezia         | 23"8  |
| 8    | Roger Viel             | Francia        | 23"8  |
| 13T  | Antonín Svoboda        | Cecoslovacchia | 24"0  |
| 13T  | Edmond Médécin         | Monaco         | 24"0  |
| 15T  | Harry de Keijser       | Paesi Bassi    | 24"2  |
| 15T  | Josse Ruth             | Belgio         | 24"2  |
| 15T  | Martin Mølster         | Norvegia       | 24"2  |
| 18T  | Brutus Hamilton        | Stati Uniti    | 24"4  |
| 18T  | Constant Bucher        | Svizzera       | 24"4  |
| 20   | Léon Courtejaire       | Francia        | 24"6  |
| 21   | Albino Pighi           | Italia         | 25"0  |
| 21   | Aleksa Spahić          | Jugoslavia     | 25"0  |
| 21   | Evert Nilsson          | Svezia         | 25"0  |
| 24   | Fred Zinner            | Belgio         | 25"2  |
| 25   | Seiichi Ueda           | Giappone       | 25"4  |
| 26   | Bertil Fastén          | Svezia         | 25"8  |
| 27   | Stelios Benardis       | Grecia         | 26"2  |
| 28   | Percy Spark            | Gran Bretagna  | 27"0  |
| -    | Georgios Zakharopoulos | Grecia         | DNS   |
| -    | Iivari Yrjölä          | Finlandia      | DNS   |

#### Classifica dopo 3 prove
| Pos. | Atleta                 | Nazione        | Totale | Lungo | Disco | 200 m |
| ---- | ---------------------- | -------------- | ------ | ----- | ----- | ----- |
| 1    | Mort Kaer              | Stati Uniti    | 9      | 2     | 6     | 1     |
| 2    | Leo Leino              | Finlandia      | 11     | 6     | 1     | 4     |
| 3    | Elemér Somfay          | Ungheria       | 12     | 5     | 2     | 5     |
| 4    | Robert LeGendre        | Stati Uniti    | 13     | 1     | 11    | 1     |
| 4    | Eero Lehtonen          | Finlandia      | 13     | 7     | 5     | 1     |
| 6    | Hugo Lahtinen          | Finlandia      | 19     | 3     | 9     | 7     |
| 7    | Göran Unger            | Svezia         | 26     | 8     | 10    | 8     |
| 8    | Brutus Hamilton        | Stati Uniti    | 30     | 4     | 8     | 18    |
| 9    | Dennis Duigan          | Australia      | 33     | 9     | 16    | 8     |
| 10   | Clifford Argue         | Stati Uniti    | 36     | 11    | 20    | 5     |
| 11   | Evert Nilsson          | Svezia         | 38     | 13    | 4     | 21    |
| 12   | Martin Mølster         | Norvegia       | 46     | 19    | 12    | 15    |
| 13   | Donald Slack           | Gran Bretagna  | 48     | 12    | 28    | 8     |
| 14   | Adolfo Contoli         | Italia         | 49     | 23    | 18    | 8     |
| 14   | Léon Courtejaire       | Francia        | 49     | 16    | 13    | 20    |
| 16   | Edmond Médécin         | Monaco         | 52     | 10    | 29    | 13    |
| 16   | Harry de Keijser       | Paesi Bassi    | 52     | 20    | 17    | 15    |
| 16   | Roger Viel             | Francia        | 52     | 25    | 19    | 8     |
| 18   | Josse Ruth             | Belgio         | 55     | 14    | 26    | 15    |
| 20   | Albino Pighi           | Italia         | 61     | 17    | 23    | 21    |
| 21   | Seiichi Ueda           | Giappone       | 62     | 22    | 15    | 25    |
| 22   | Constant Bucher        | Svizzera       | 63     | 21    | 24    | 18    |
| 23   | Bertil Fastén          | Svezia         | 64     | 24    | 14    | 26    |
| 24   | Aleksa Spahić          | Jugoslavia     | 66     | 15    | 30    | 21    |
| 24   | Antonín Svoboda        | Cecoslovacchia | 66     | 28    | 25    | 13    |
| 26   | Fred Zinner            | Belgio         | 72     | 26    | 22    | 24    |
| 27   | Percy Spark            | Gran Bretagna  | 79     | 30    | 21    | 28    |
| 28   | Stelios Benardis       | Grecia         | 83     | 29    | 27    | 27    |
| -    | Iivari Yrjölä          | Finlandia      | DNF    | 18    | 3     | DNS   |
| -    | Georgios Zakharopoulos | Grecia         | DNF    | 27    | 7     | DNS   |

Classifica aggiornata ai soli 12 concorrenti rimasti in gara
| Pos. | Atleta          | Nazione     | Totale | Lungo | Disco | 200 m |
| ---- | --------------- | ----------- | ------ | ----- | ----- | ----- |
| 1    | Mort Kaer       | Stati Uniti | 8      | 2     | 5     | 1     |
| 2    | Robert LeGendre | Stati Uniti | 11     | 1     | 9     | 1     |
| 2    | Leo Leino       | Finlandia   | 11     | 6     | 1     | 4     |
| 4    | Eero Lehtonen   | Finlandia   | 12     | 7     | 4     | 1     |
| 4    | Elemér Somfay   | Ungheria    | 12     | 5     | 2     | 5     |
| 6    | Hugo Lahtinen   | Finlandia   | 17     | 3     | 7     | 7     |
| 7    | Brutus Hamilton | Stati Uniti | 21     | 4     | 6     | 11    |
| 8    | Göran Unger     | Svezia      | 24     | 8     | 8     | 8     |
| 9    | Evert Nilsson   | Svezia      | 26     | 11    | 3     | 12    |
| 10   | Clifford Argue  | Stati Uniti | 27     | 10    | 12    | 5     |
| 11   | Dennis Duigan   | Australia   | 28     | 9     | 11    | 8     |
| 12   | Martin Mølster  | Norvegia    | 32     | 12    | 10    | 10    |

### 4ª prova - Lancio del giavellotto
| Pos. | Atleta          | Nazione     | Misura |
| ---- | --------------- | ----------- | ------ |
| 1    | Eero Lehtonen   | Finlandia   | 40,44  |
| 2    | Elemér Somfay   | Ungheria    | 37,76  |
| 3    | Brutus Hamilton | Stati Uniti | 37,70  |
| 4    | Robert LeGendre | Stati Uniti | 36,76  |
| 5    | Hugo Lahtinen   | Finlandia   | 36,08  |
| 6    | Göran Unger     | Svezia      | 35,11  |
| 7    | Martin Mølster  | Norvegia    | 34,69  |
| 8    | Leo Leino       | Finlandia   | 33,62  |
| 9    | Evert Nilsson   | Svezia      | 33,45  |
| 10   | Mort Kaer       | Stati Uniti | 32,70  |
| 11   | Dennis Duigan   | Australia   | 27,26  |
| 12   | Clifford Argue  | Stati Uniti | DNF    |

#### Classifica dopo 4 prove
| Pos. | Atleta          | Nazione     | Totale | Lungo | Disco | 200 m | Giavel. |
| ---- | --------------- | ----------- | ------ | ----- | ----- | ----- | ------- |
| 1    | Eero Lehtonen   | Finlandia   | 13     | 7     | 4     | 1     | 1       |
| 2    | Elemér Somfay   | Ungheria    | 14     | 5     | 2     | 5     | 2       |
| 3    | Robert LeGendre | Stati Uniti | 15     | 1     | 9     | 1     | 4       |
| 4    | Mort Kaer       | Stati Uniti | 18     | 2     | 5     | 1     | 10      |
| 5    | Leo Leino       | Finlandia   | 19     | 6     | 1     | 4     | 8       |
| 6    | Hugo Lahtinen   | Finlandia   | 22     | 3     | 7     | 7     | 5       |
| 7    | Brutus Hamilton | Stati Uniti | 24     | 4     | 6     | 11    | 3       |
| 8    | Göran Unger     | Svezia      | 30     | 8     | 8     | 8     | 6       |
| 9    | Evert Nilsson   | Svezia      | 35     | 11    | 3     | 12    | 9       |
| 10   | Dennis Duigan   | Australia   | 39     | 9     | 11    | 8     | 11      |
| 10   | Martin Mølster  | Norvegia    | 39     | 12    | 10    | 10    | 7       |
| 12   | Clifford Argue  | Stati Uniti | DNF    | 10    | 12    | 5     | DNF     |

### 5ª prova - 1500 metri piani
| Pos. | Atleta          | Nazione     | Tempo  |
| ---- | --------------- | ----------- | ------ |
| 1    | Eero Lehtonen   | Finlandia   | 4'47"1 |
| 2    | Elemér Somfay   | Ungheria    | 4'48"4 |
| 3    | Robert LeGendre | Stati Uniti | 4'52"6 |
| 4    | Leo Leino       | Finlandia   | 4'55"4 |
| 5    | Hugo Lahtinen   | Finlandia   | 4'55"6 |
| 6    | Mort Kaer       | Stati Uniti | 5'38"6 |

## Classifica finale
| Pos.    | Atleta          | Età | Nazione     | Totale | Lungo | Disco | 200 m | Giavel. | 1500m |
| ------- | --------------- | --- | ----------- | ------ | ----- | ----- | ----- | ------- | ----- |
| Oro     | Eero Lehtonen   | 26  | Finlandia   | 14     | 7     | 4     | 1     | 1       | 1     |
| Argento | Elemér Somfay   | 26  | Ungheria    | 16     | 5     | 2     | 5     | 2       | 2     |
| Bronzo  | Robert LeGendre | 26  | Stati Uniti | 18     | 1     | 9     | 1     | 4       | 3     |
| 4       | Leo Leino       | 24  | Finlandia   | 23     | 6     | 1     | 4     | 8       | 4     |
| 5       | Mort Kaer       | 22  | Stati Uniti | 24     | 2     | 5     | 1     | 10      | 6     |
| 6       | Hugo Lahtinen   | 33  | Finlandia   | 27     | 3     | 7     | 7     | 5       | 5     |